# Raisio
Raisio (Reso en suédois) est une ville de la banlieue nord-ouest de Turku, dans la province de Finlande occidentale et la région de Finlande du Sud-Ouest.
En 2022, elle compte environ 25 000 habitants.

## Géographie
Raisio est entourée par Naantali à l'ouest, Masku au nord, Rusko au nord-est et Turku au sud-est.

## Histoire
La première mention du lieu date de la fin du XIIe siècle.
La commune n'était qu'une zone largement rurale formée de petits villages jusqu'aux années 1960. Elle a depuis connu une explosion de sa population, devenant principale ville de la banlieue de Turku.

## Démographie
Depuis 1980, la démographie de Sauvo a évolué comme suit, :
| Année      | 1980   | 1985   | 1990   | 1995   | 2000   | 2005   |
| ---------- | ------ | ------ | ------ | ------ | ------ | ------ |
| population | 18 017 | 19 671 | 21 120 | 22 268 | 23 149 | 23 799 |

| Année      | 2010   | 2015   | 2020   |
| ---------- | ------ | ------ | ------ |
| population | 24 427 | 24 290 | 24 096 |

## Politique et administration

### Élections législatives finlandaises de 2019
Les résultats des élections législatives finlandaises de 2019 sont pour Raisio
|               | Parti social-démocrate de Finlande (SDP) | 3243   | 23,9 |  |  |  |
|               | Vrais Finlandais (PS)                    | 3052   | 22,5 |  |  |  |
|               | Parti de la coalition nationale (Kok)    | 2603   | 19,2 |  |  |  |
|               | Parti du centre (Kesk)                   | 908    | 6,7  |  |  |  |
|               | Ligue verte (Vihr)                       | 974    | 7,2  |  |  |  |
|               | Alliance de gauche (Vas)                 | 1790   | 13,2 |  |  |  |
|               | Chrétiens-démocrates (KD)                | 279    | 2,1  |  |  |  |
|               | Suomen ruotsalainen kansanpuolue         | 239    | 1,8  |  |  |  |
|               | Mouvement maintenant (LN)                | 245    | 1,8  |  |  |  |
|               | Mouvement Sept Étoiles                   | 13     | 0,1  |  |  |  |
|               | Parti pirate                             | 31     | 0,2  |  |  |  |
|               | Réforme bleue (SIN)                      | 94     | 0,7  |  |  |  |
|               | Autres partis                            |        |      |  |  |  |
|               |                                          |        |      |  |  |  |
| Votes rejetés | Votes rejetés                            | 58     | 0,4  |  |  |  |
| Total         | Total                                    | 13 615 | 100  |  |  |  |

### Conseil municipal
Les sièges des 43 conseillers municipaux sont répartis comme suit:
| Parti     | Parti                              | Sièges 2021–2025 |
| --------- | ---------------------------------- | ---------------- |
|           | Parti social-démocrate de Finlande | 11               |
|           | Vrais Finlandais                   | 8                |
|           | Parti de la Coalition nationale    | 10               |
|           | Parti du centre                    | 3                |
|           | Ligue verte                        | 5                |
|           | Alliance de gauche                 | 4                |
|           | Suomen ruotsalainen kansanpuolue   | 1                |
|           | Chrétiens-démocrates               | 1                |
|           | Mouvement maintenant               | 0                |
| Sources : |                                    |                  |

### Subdivisions administratives

Carte des quartiers de Raisio.

Raisio est divisé en 14 quartiers :.
- 01. Vaisaari
- 02. Varppeenseutu
- 03. Kerttula
- 04. Mahittula
- 05. Kuninkoja
- 06. Kuloinen
- 07. Ihala
- 08. Inkoinen
- 09. Nuorikkala
- 10. Pirilä
- 11. Somersoja
- 12. Tikanmaa
- 13. Paikkari
- 14. Kaanaa

## Économie
L'industrie repose essentiellement sur l'agroalimentaire et la chimie, le groupe Raisio étant le plus gros employeur de la ville.
Le centre commercial Mylly (fi) est le plus grand en Finlande en dehors de la région d'Helsinki.

### Principales entreprises
En 2021, les principales entreprises privées de Raisio par chiffre d'affaires sont :
| Société                           | C.A.   |
| --------------------------------- | ------ |
| Ravintoraisio Oy                  | 126 M€ |
| Inhan Tehtaat Oy Ab               | 71 M€  |
| Auto-Center                       | 49 M€  |
| Bunge Finland Oy                  | 44 M€  |
| Europlan Engineering Oy           | 41 M€  |
| Raisioaqua Oy                     | 38 M€  |
| Kaukora Oy                        | 32 M€  |
| Rakennusurakointi S. Tikakoski Oy | 29 M€  |
| Rakennustoimisto Laamo Oy         | 26 M€  |
| K-Supermarket Raisio Center       | 26 M€  |

### Employeurs
En 2021, ses plus importants employeurs privés sont:
| Employeur            | Employés |
| -------------------- | -------- |
| Ravintoraisio Oy     | 202      |
| Inhan Tehtaat Oy Ab  | 161      |
| Konepaja Häkkinen Oy | 146      |
| Kaukora Oy           | 128      |
| TRP Group Oy         | 103      |
| Fixus Raisio         | 90       |
| Bunge Finland Oy     | 86       |
| Auto-Center          | 77       |
| Carglass             | 65       |
| St1 Raisio keskusta  | 63       |

## Lieux et monuments
- Baie de Raisio (fi)
- Port de plaisance de Raisio (fi)
- Église de Raisio
- Manoir d'Huhko (fi)
- Kattelus (fi)
- Centre commercial Mylly (fi)
- Usines de Rasio
- Bibliothèque de Raisio (fi)
- Gare de Raisio
- Haunisten allas (fi)
- Mairie de Raisio
- Kirkkauden kappeli

## Transports
Raisio est situé entre Turku et Naantali.

### Routier
La route nationale 8 qui va de Turku à Oulu via Pori et Vaasa croise le périphérique de Turku à Raisio et mène aussi à Naantali.

### Ferroviaire
La voie ferrée d'Uusikaupunki qui relie Turku et Uusikaupunki traverse Raisio et la ligne Raisio–Naantali part de la gare de Raisio vers le port de Naantali.
Le trafic de passagers a cessé en 1992, mais la ligne est toujours régulièrement utilisée pour le transport de marchandises.

### Distances
| - Helsinki 172 km - Tampere 165 km - Jyväskylä 309 km | - Lahti 244 km - Kuopio 455 km - Joensuu 558 km | - Oulu 621 km - Rovaniemi 823 km - Utsjoki 1 273 km |

## Jumelages
Les villes jumelles de Raisio sont:
| Ville | Ville              | Pays | Pays      | Période                   |
| ----- | ------------------ | ---- | --------- | ------------------------- |
|       | Commune de Padise  |      | Estonie   | depuis 1994               |
|       | commune de Sigtuna |      | Suède     | depuis 1975               |
|       | Csongrád           |      | Hongrie   | depuis 1990               |
|       | Elmshorn           |      | Allemagne | depuis le 23 octobre 2000 |
|       | Kingissepp         |      | Russie    | depuis 1975               |

## Personnalités
- Aki-Petteri Berg, joueur de hockey sur glace
- Pertti Karppinen, rameur
- Silja Kosonen, lanceuse de poids,
- Kalervo Kummola, député
- Jarno Pihlava, nageur
- Jyrki Yrttiaho, député

## Galerie

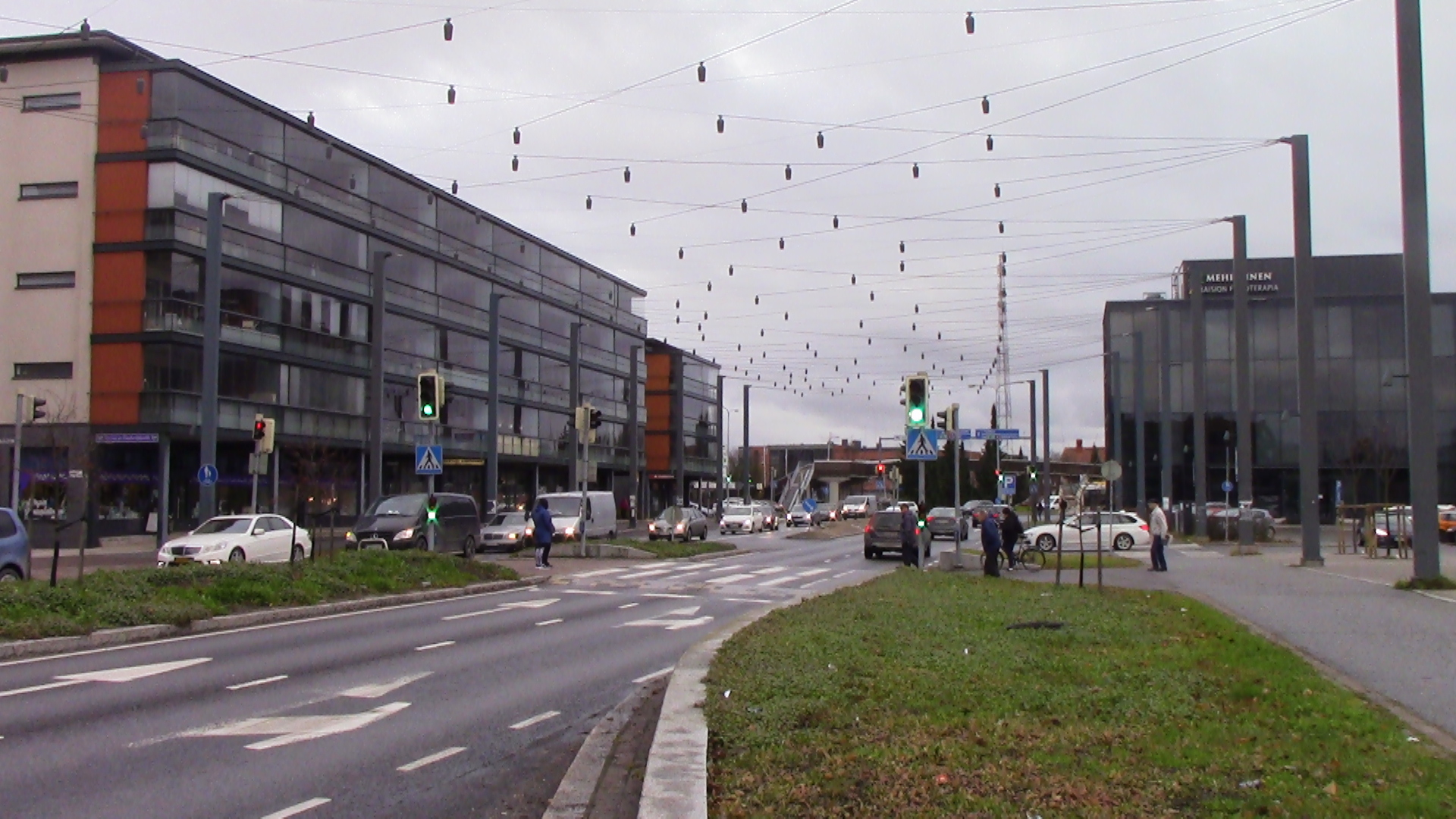
Centre de Raisio.
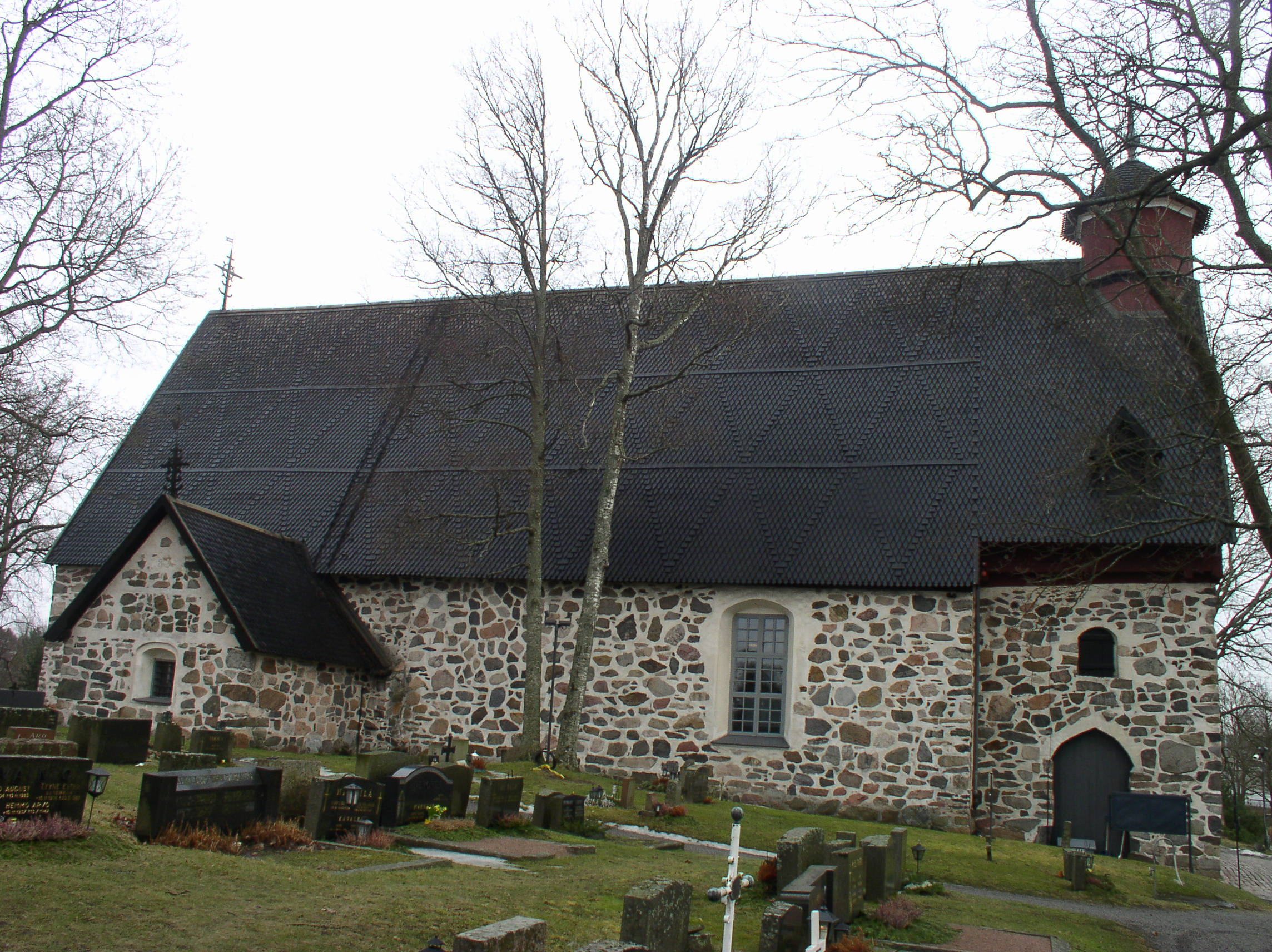
Église de Raisio.
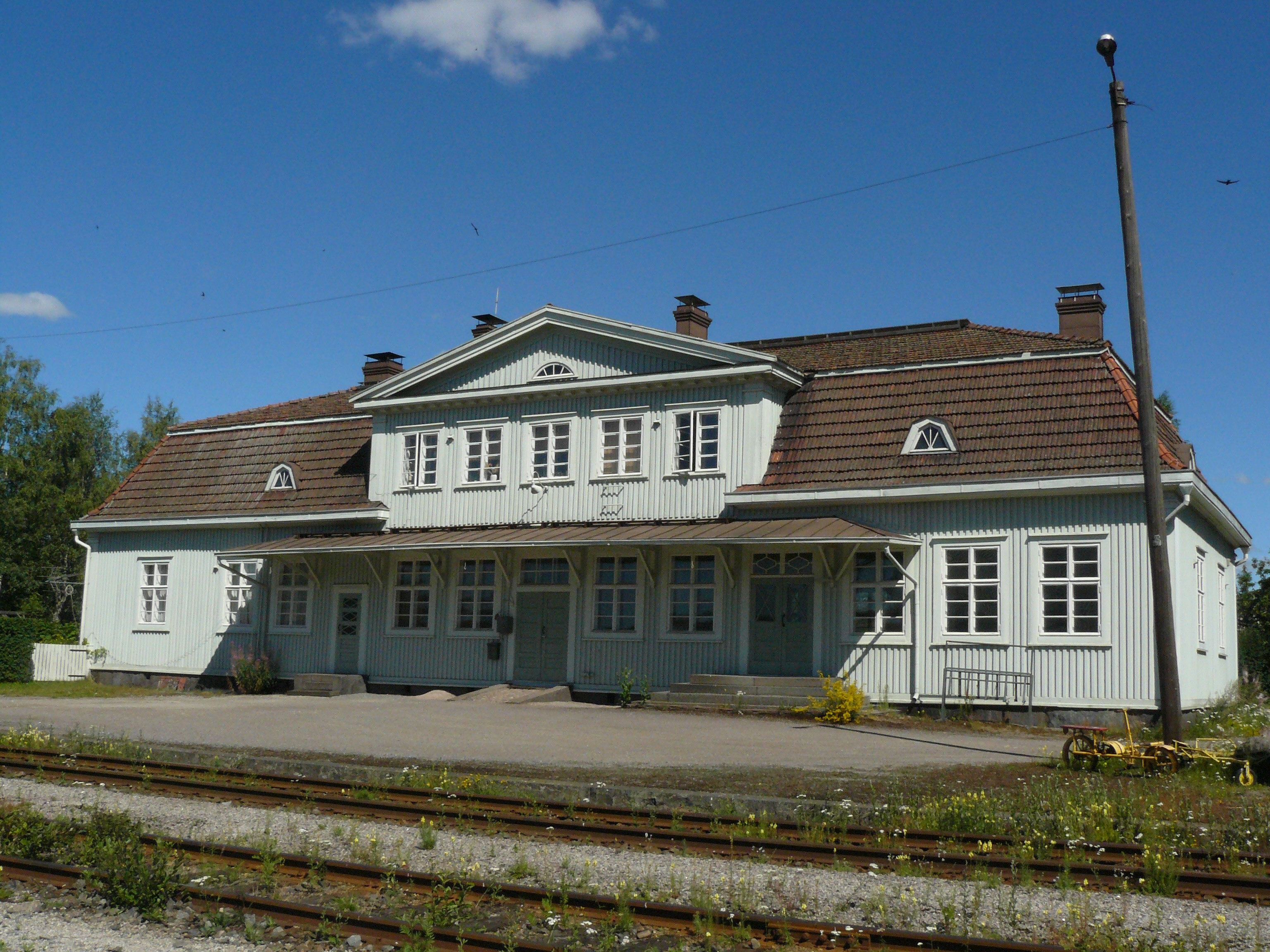
Gare de Raisio.
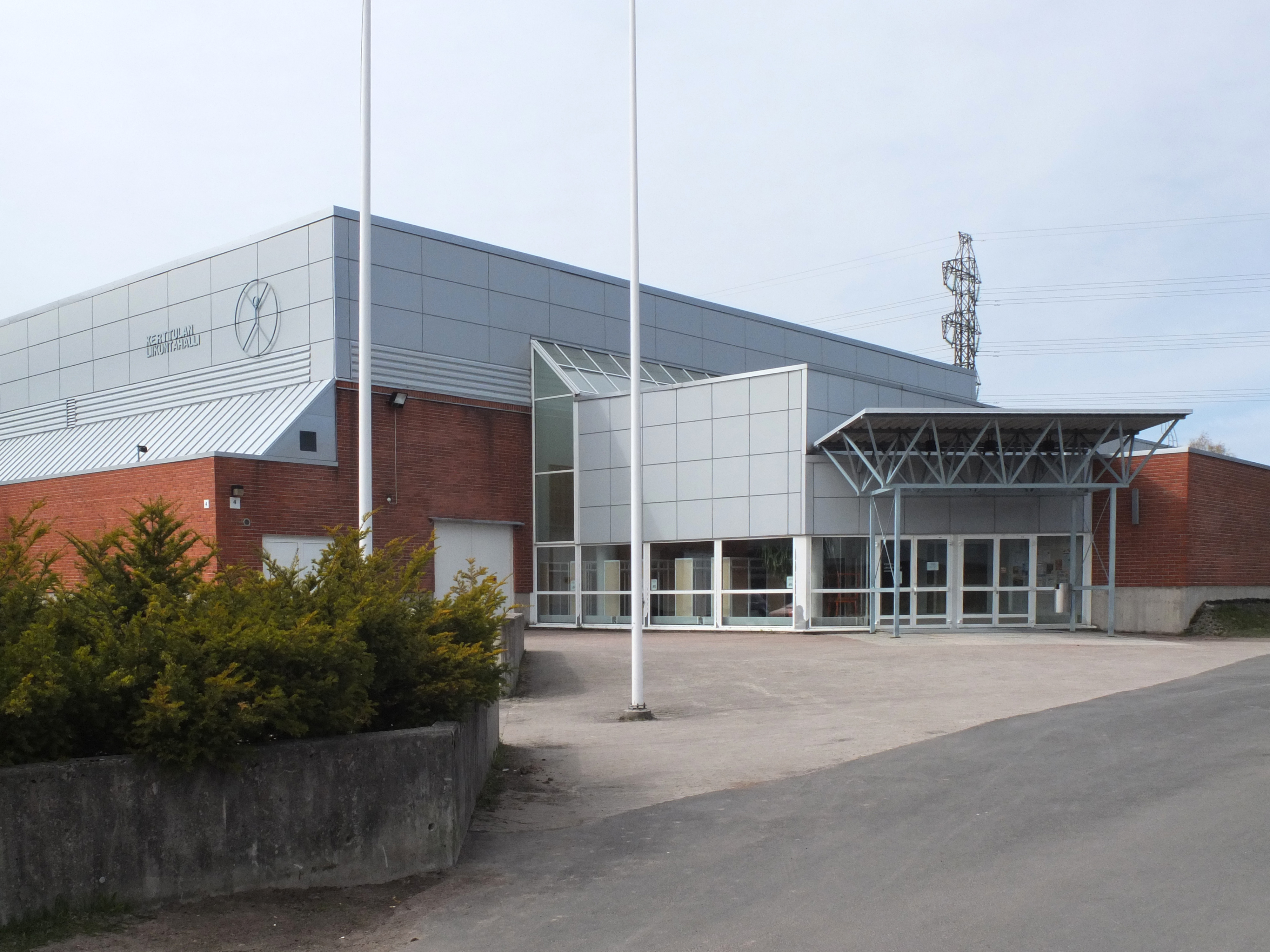
Centre sportif de Kerttula.
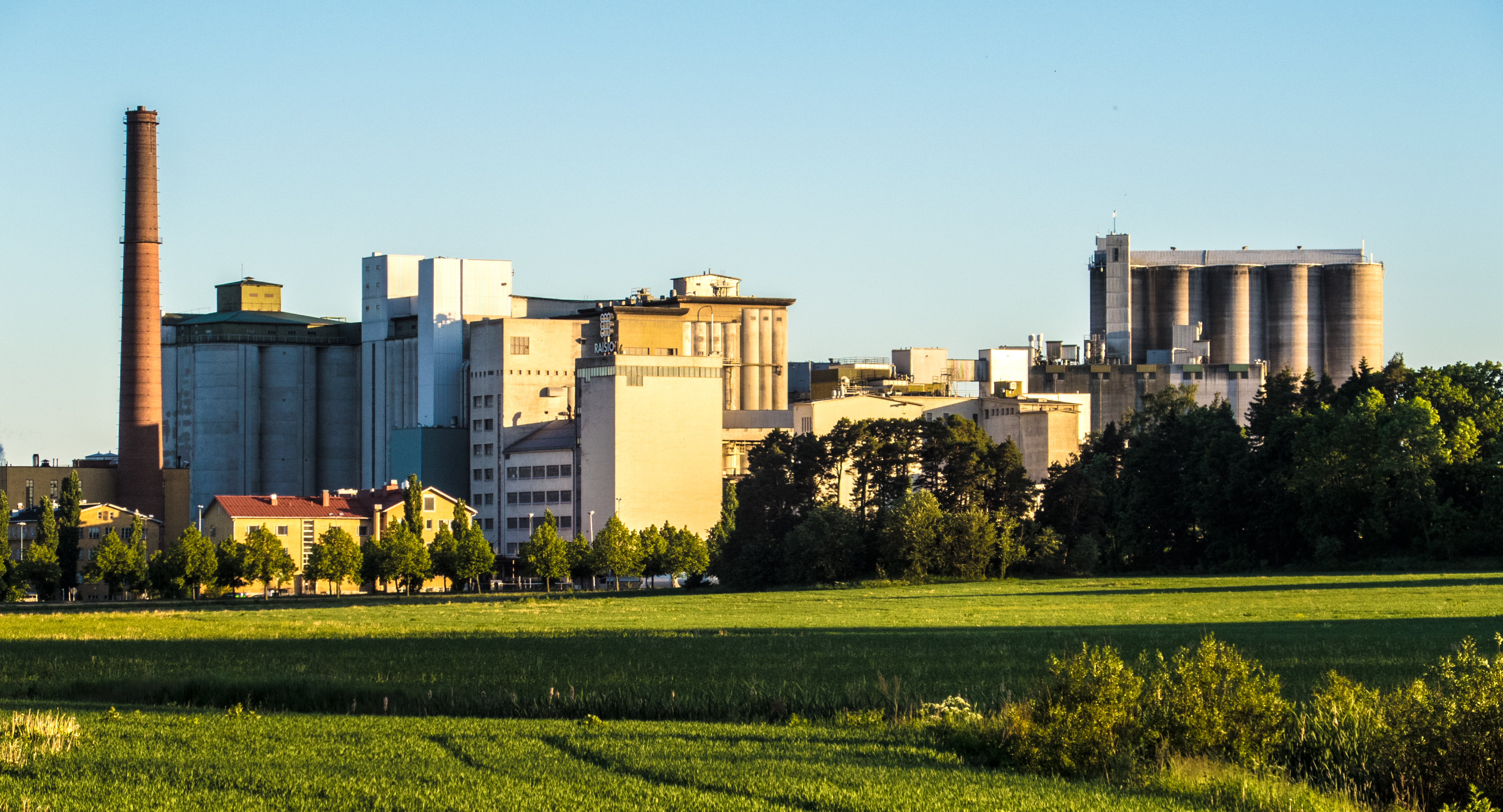
Usine de Rasio.
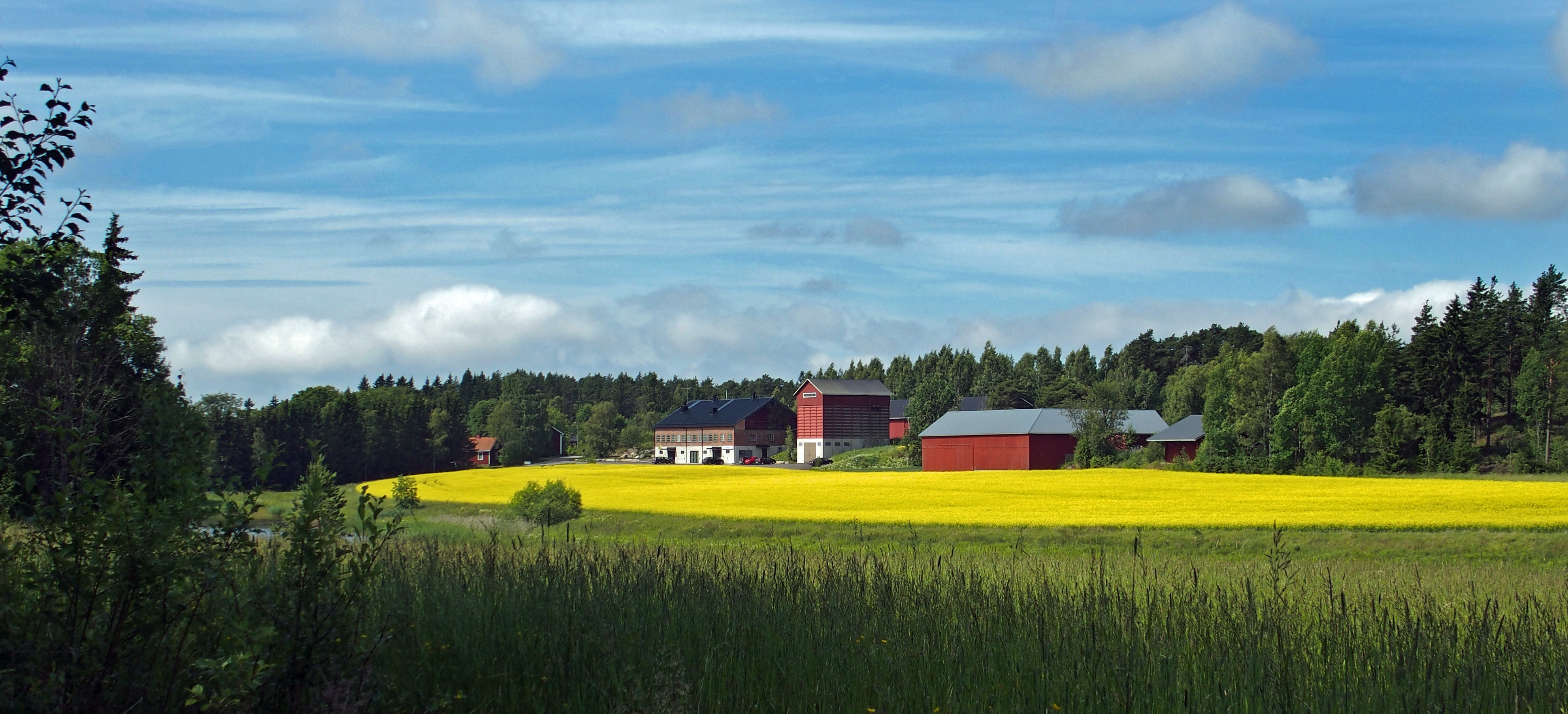
Manoir de Hintsa.
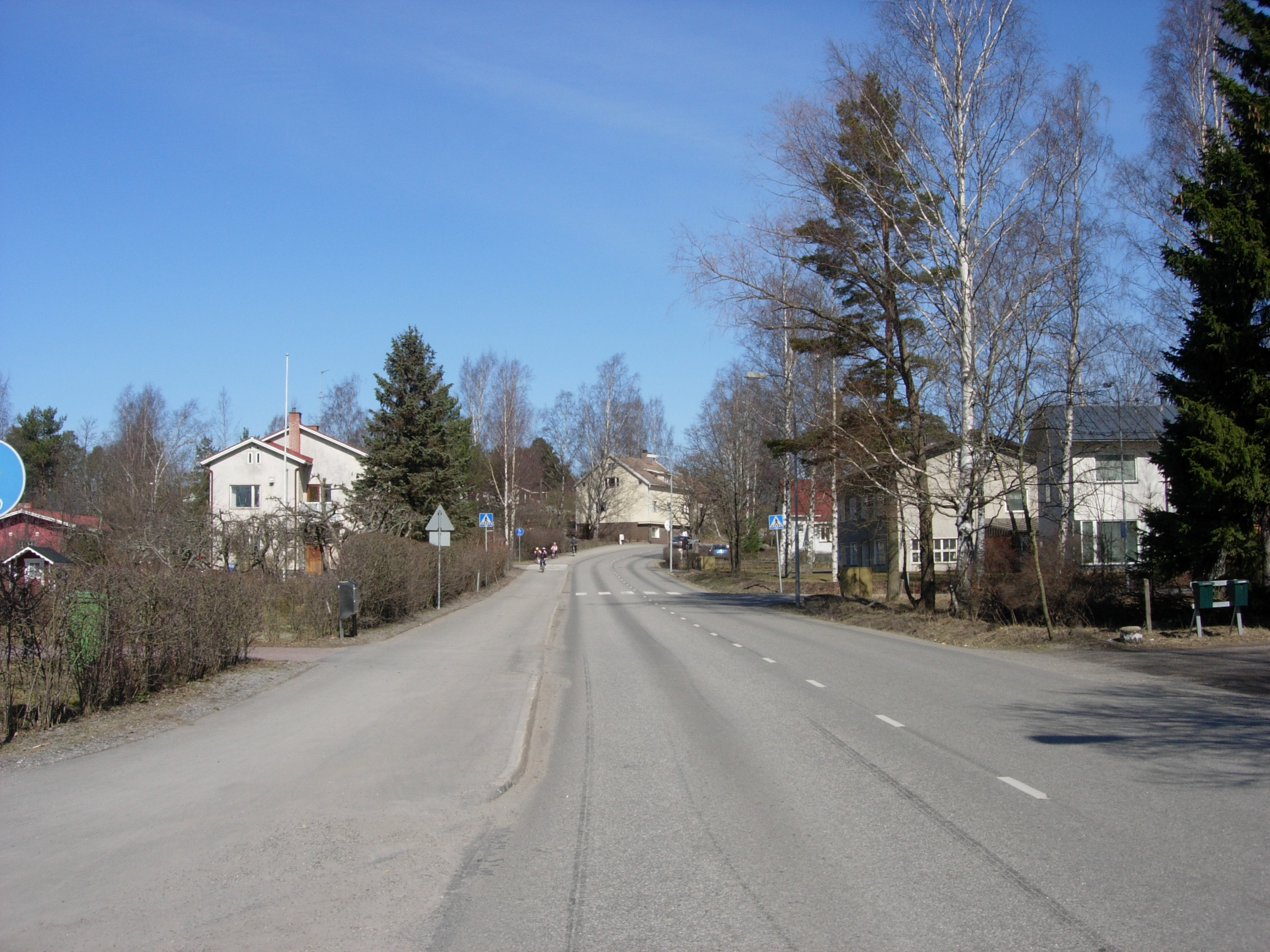
Rue Ihalantie à Metsäaro.